# Peter Burling
Peter Burling (n. 1 ianuarie 1991, Tauranga⁠(d), Noua Zeelandă) este un sportiv ce a reprezentat Noua Zeelandă, medaliat olimpic. A participat la 4 ediții ale Jocurilor Olimpice (2008, 2012, 2016, 2020) în care a câștigat o medalie de aur și o medalie de argint.